# Aldo Carcaci
Pour les articles homonymes, voir Carcaci.
Aldo Carcaci, né le 30 octobre 1949 à Ougrée, est un homme politique belge, membre du Parti populaire, ancien membre du PS.

## Biographie

### Carrière professionnelle
Aldo Carcaci est secrétaire national de la Fédération francophone des handicapés et de la Fédération des pensionnés mutualistes, deux organisations mutualistes de l'Union nationale des Mutualités socialistes.
Il est directeur commercial chez Telindus pour la Wallonie-Bruxelles et CEO de Base Technologies Africa (Côte d’Ivoire). Il est également repreneur et secrétaire général du RFC Serésien et président de l'UR Namur de 2011 à 2012.
Il est également vice-président du conseil d'administration de l'Institute for Direct Democracy in Europe (IDDE) et président du conseil d'administration de la société Progrès & Action.

### Carrière politique
Il est conseiller communal PS à Saint-Georges-sur-Meuse de 1981 à 1987 et occupe les fonctions d'échevin des affaires sociales et de président du Centre public d'action sociale (CPAS). Pendant la même période, il est conseiller de la province de Liège
En 2013, il rejoint le Parti populaire. Lors des élections fédérales du 25 mai 2014, il est élu député à la Chambre des représentants. Il n'est pas réélu en 2019.
Après la dissolution du PP, Aldo Carcaci participe à la création du parti Droite populaire.